# Tico-tico-de-bico-preto
Tico-tico-peitoral ou tico-tico-de-bico-preto (Arremon taciturnus) é uma espécie de ave da família Emberizidae.
Pode ser encontrada nos seguintes países: Bolívia, Brasil, Colômbia, Guiana Francesa, Guiana, Peru, Suriname e Venezuela. Seus habitats naturais são: florestas subtropicais ou tropicais húmidas de baixa altitude.